# Slash (албум)
Slash е едноименният албум, който маркира началото на индивидуалната кариера на бившия китарист и автор на песни за Гънс Ен Роузис, музиканта Слаш. Той е продуциран от Ерик Валънтайн и включва гама от музиканти, включително четири от петте члена на ГНР от епохата на Appetite for Destruction: Слаш, Изи Страдлин, Дъф Маккагън и Стивън Адлър.
В автобиографията си от 2007 г., Слаш споменава, че крои солов албум, и описва имената на вокалистите, с които би искал да сътрудничи. Той заявява, че албумът ще се казва Slash & Friends (макар че "& Friends" е премахнато по-късно). Съпругата на Слаш, Пърла, споменава в интервю през 2008 г., че албумът ще включва „всеки, от Ози Озбърн до Фърги“.
На 16 януари Слаш присъства на шоу на Националната асоциация на музикалните търговци, където бива оповестено, че дебютният му албум ще бъде издаден в САЩ на 6 април. Компактдискът трябва да излезе в Европа чрез Роудрънър Рекърдс.